# Jean Colombier (écrivain)
Pour les articles homonymes, voir Jean Colombier et Colombier.
Œuvres principales
- Les Frères Romance

Jean Colombier, né le 25 décembre 1945 à Saint-Yrieix-sous-Aixe, est un écrivain français, lauréat du prix Renaudot en 1990.

## Biographie
Jean Colombier effectue des études de lettres à l'université de Poitiers, avant d'enseigner puis de commencer une carrière dans les assurances à la Macif,.
Il a pratiqué le rugby de haut niveau, en première division, demi d'ouverture à Saint-Junien et à Limoges, puis à Niort et à Colmar entre 1975 et 1982.

## Publications

### Romans
- Les Matins céladon, Calmann-Lévy, 1988
- Les Frères Romance, Calmann-Lévy, 1990 – Prix Renaudot
- Béloni, Calmann-Lévy, 1992
- Villa Mathilde, Calmann-Lévy, 1994
- J'ai trop regardé les étoiles, Calmann-Lévy, 1999
- La Théorie des pénitents, éditions de l'Arganier, 2006
- DCD, éditions de l'Arganier, 2009
- Takano, éditions Cairn, 2023

### Nouvelles
- Le Cantique de Billie, 2008
- Échauffement, 2013

#### Ouvrages collectifs
- La Grande Boucle, 1996
- Drôle d'oiseau, 1997
- Rencontres ovales, 2004
- Nos terres de rugby, 2007
- Balade en Limousin, 2009

### Beaux-livres
- La Haute-Vienne, 1994